# Col de la Rivière Noire
Le col de la Rivière Noire est un col routier situé dans le Massif central, en limite des départements français de l'Allier et de la Loire, à une altitude de 994 mètres, mais indiqué à 1 005 m par la voirie.

## Géographie
Le col est situé dans le bois Charmette, entre les communes de Saint-Nicolas-des-Biefs dans l'Allier et de Saint-Rirand dans la Loire, desservi par la RD 120 sur le versant en Allier et par les RD 39 et RD 478 qui y aboutissent pour la Loire. La tourbière des Narces se trouve au sud-ouest dans l'Allier.

## Activités

### Motocross
Une piste de motocross de 1 800 m est présente à la Pierre Follet au sud-est, sur le versant du département de la Loire[source insuffisante].

### Énergie
Un parc de 7 éoliennes est installé en crête depuis le nord-ouest du col à la Pierre Charbonnière (1 031 m).